# Paroisse étudiante de Toulouse
 (juillet 2025).
Motif : Où sont les sources secondaires centrées démontrant l'admissibilité selon les WP:CAA ?
- Archive Wikiwix
- Bing
- Cairn
- DuckDuckGo
- E. Universalis
- Gallica
- Google
- G. Books
- G. News
- G. Scholar
- Persée
- Qwant
- (zh) Baidu
- (ru) Yandex
- (wd) trouver des œuvres sur Wikidata

| 1. | Préciser le motif de la pose du bandeau. | Précisez le motif de la pose du bandeau en utilisant la syntaxe suivante : {{admissibilité à vérifier\|date=juillet 2025\|motif=remplacez ce texte par le motif}}                                   |
| 2. | Informer les utilisateurs concernés.     | Pensez à avertir le créateur de l'article, par exemple, en insérant le code ci-dessous sur sa page de discussion : {{subst:avertissement admissibilité à vérifier\|Paroisse étudiante de Toulouse}} |

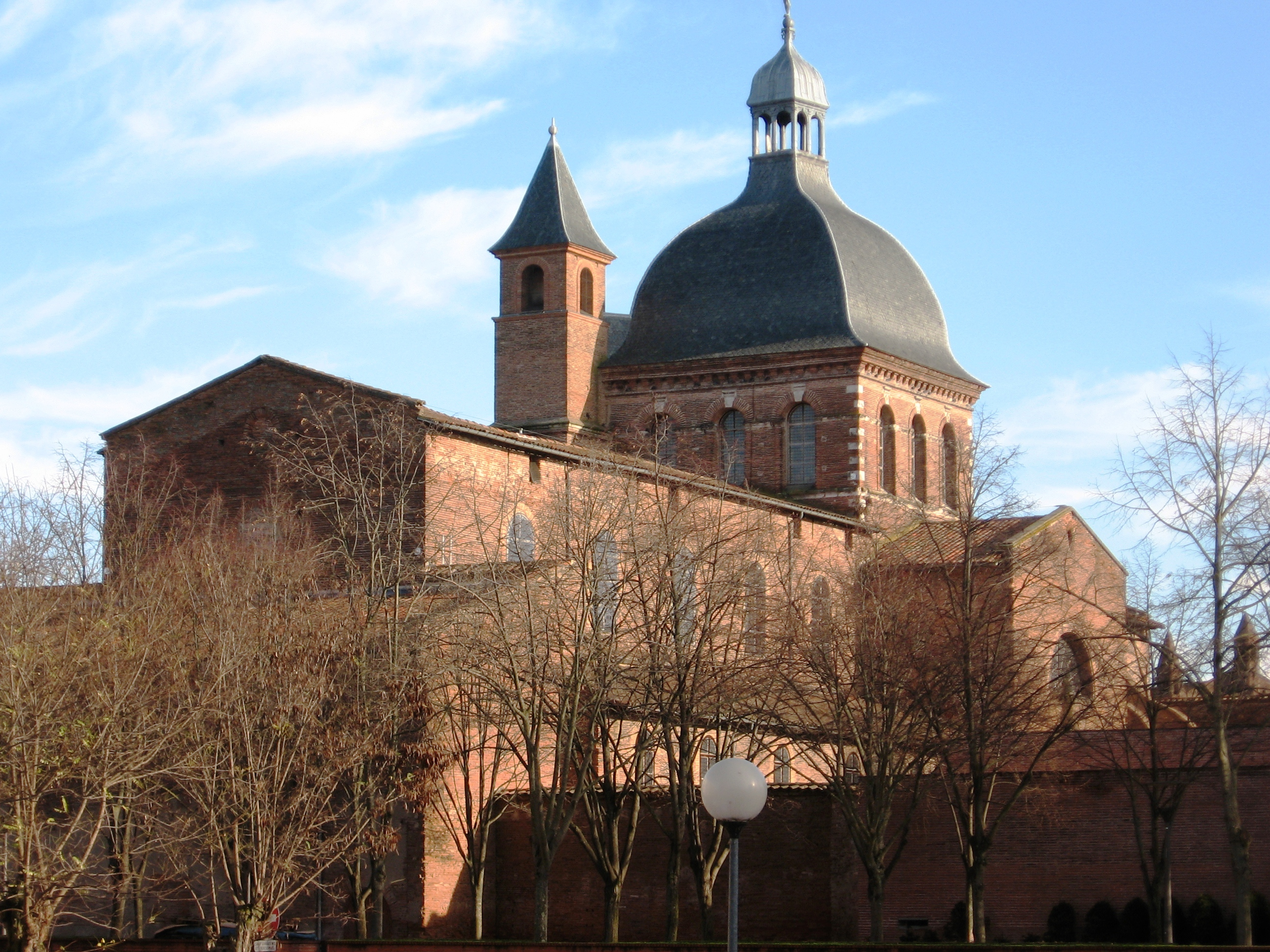
Église Saint-Pierre des Chartreux, paroisse étudiante de Toulouse.

La paroisse étudiante de Toulouse est un lieu de culte catholique pour étudiants; elle est située dans le département de la Haute-Garonne en centre-ville dans le quartier historique Saint-Pierre de Toulouse, ainsi que dans le quartier universitaire de Rangueil (église Saint Marc).  

## Toulouse
La spécificité du concept de paroisse étudiante, né en 2006 à Toulouse sous l'impulsion de Robert le Gall à la demande du pape Benoît XVI, intervient dans cette idée qu'un public ou une population étudiante spécifique en âge, en attentes, en maturation, en mouvement géographique... nécessite un rythme, une relation et des propositions propres. Ainsi au sein de la population étudiante de Toulouse qui compte près de 100 000 étudiants en 2015, étudiants très mobiles et souvent de passage pour des semestres d'études courts, les étudiants toulousains catholiques ou sympathisants en ont fait les premiers l'expérience avec la création de la paroisse étudiante de Toulouse qui s'est établie dans les murs de l'église Saint-Pierre-des-Chartreux à proximité de l'université Capitole (UT1) en centre ville (la paroisse territoriale a été unie à l'ensemble paroissial de la cathédrale Saint-Étienne de Toulouse). Elle est au cœur d'un développement de propositions diverses de 60 groupes d'initiatives étudiantes qui composent la Pastorale étudiante de Toulouse dans le paysage du Diocèse de Toulouse en lien avec le réseau national de la pastorale étudiante en France et la Conférence des évêques de France.
Bien que seule l'église Saint-Pierre-des-Chartreux soit attribuée à la paroisse étudiante, cette dernière, trop petite, n'est pas en capacité d'accueillir l'ensemble des étudiants. La messe dominicale s'est donc temporairement déroulée en l'église Notre-Dame de la Dalbade, avant d'être dite en la basilique Notre-Dame-de-la-Daurade.
Depuis 2023, la paroisse étudiante possède un deuxième clocher avec l'église Saint-Marc, afin de faire face au développement et à la surpopulation de la basilique de la Daurade lors des messes dominicales.

Basilique Notre-Dame-de-la-Daurade de Toulouse.

## Musique
La paroisse étudiante de Toulouse fonde en 2023 le Chœur liturgique des étudiants de Toulouse, destiné à former des étudiants désireux de servir les offices religieux par la voix, l'instrument ou la direction d'ensemble vocal. Sa direction est alors confiée à Clotilde Marguier. Il est accompagné par les organistes Céline Binet, Emanuel Zozor et Louis-Thomas Lamy.
La messe est, à la Daurade, systématiquement accompagnée par des organistes approuvés par Jan-Willem Jansen, organiste titulaire des instruments. S'ajoute chaque semaine la participation de différents groupes musicaux qui interviennent avec leurs programmes et leurs spécificités (Communauté de l'Emmanuel, Communauté du Chemin Neuf, etc.). Ils sont cependant toujours accompagnés par les mêmes organistes afin d'assurer une continuité et une homogénéité dans les services donnés.

## Ailleurs
Une "paroisse étudiante" a été en activité à Rennes dans les années 1990. Son statut de paroisse personnelle reste à confirmer.
À Montpellier, la paroisse Sainte-Bernadette a reçu de l'archevêque, Pierre-Marie Carré, une mission pastorale spécifique envers les étudiants: elle mêle ainsi la population locale de la paroisse territoriale avec la population spécifique d'une paroisse étudiante.